# Domizia Decidiana
Domizia Decidiana (fl. I secolo) è stata un'illustre donna romana del I secolo d.C., che nel 62 sposò il generale Gneo Giulio Agricola, che era da poco tornato dalla Britannia, dove aveva servito come tribuno militare.
Era madre di Giulia Agricola e quindi suocera dello storico Tacito. Era ancora viva quando il marito morì nel 93, ma non si conosce la data della sua morte.
Tacito dice che i suoi illustri natali agevolarono la carriera del marito (che fu anche governatore della Britannia).